# Phidippus tenuis
Phidippus tenuis är en spindelart som först beskrevs av Kraus 1955.  Phidippus tenuis ingår i släktet Phidippus och familjen hoppspindlar. Inga underarter finns listade i Catalogue of Life.